# The Rare Auld Mountain Dew
"The Rare Old Mountain Dew" er en irske folkesang, der er skrevet i 1882. Den omhandler fremstilling af poitín, der er en illegal spiritus fremstillet i Irland.

## History
"The Mountain Dew" er en sang om poitín (illegalt distilleret whiskey) med tekst af Edward Harrigan og musikken tilskrives Harrigans orkesterleder David Braham. Melodien stammer dog fra den tidligere sang "The Girl I Left Behind". Den blev fremført som en del af Harrigans produktion The Blackbird i 1882. og den blev senere tryk i Colm Ó Lochlainns Irish Street Ballads i 1916. Den tidligste indspilning i grammofonplade-æraen var en udgave på 78 rpm i New York City i 1927 af John Griffin på pladeselskabet Columbia. Senere indspilninger brugte titlen "The Rare Old Mountain Dew."
Der bliver refereret til sangen i The Pogues' sang "Fairytale of New York":
And then he sang a song

The Rare Auld Mountain Dew

I turned my face away

And dreamed about you.

## Indspilninger
- Four to the Bar på deres live album Craic on the Road
- Sam Hinton på albummet the Wandering Folksong
- Orthodox Celts på deres album Green Roses
- The Pogues med Ronnie Drew fra The Dubliners, der synger sammen med Shane MacGowan
- The Dubliners
- The Clancy Brothers indspillede på den på flere albums, og i nogle versioner sammen med The Dubliners
- Carolina Chocolate Drops på deres album Heritage med violin og banjo
- The Wiggles på Wake Up Jeff som "Bucket of Dew/Paddy Condon from Cobar"
- The Irish Rovers
- The Corries
- Ottilie Patterson indspillede den som The Real Old Mountain Dew på EP'en Ottilie Swings the Irish i december 1959 med Chris Barber's Jazz Band